# Le galline selvatiche e l'amore
Le galline selvatiche e l'amore (Die Wilden Hühner und die Liebe) è un film tedesco del 2007 diretto da Vivian Naefe.
È l'adattamento della serie letteraria per adolescenti Die Wilden Hühner di Cornelia Funke. È inoltre il sequel del primo capitolo Galline da salvare. Mentre il primo film racconta principalmente la trama del terzo libro, il secondo film corrisponde per titolo e contenuto al quinto volume della serie, con brevi flashback che fanno riferimento anche al quarto volume. Nel 2009 viene realizzato un terzo film sequel Le galline selvatiche e la vita.

## Trama
Dopo le avventure del primo capitolo, Galline selvatiche e Pigmei sperimentano l'amore per la prima volta e tutti i problemi che ne derivano, mentre studiano Sogno di una notte di mezza estate di Shakespeare. Sprotte e Fred potrebbero essere felici insieme se non fosse per la temenda gelosia di Sprotte. Frieda, invece, vede il suo fidanzato Maik nel migliore dei casi nei fine settimana, visto che vive in un maneggio a 200 chilometri di distanza. Melanie è scontenta della separazione da Willi, dal momento che l'ha lasciata per Nana, che ha tre anni più di lei. 
Tuttavia, i preparativi per la grande rappresentazione scolastica di "Sogno di una notte di mezza estate" di Shakespeare e l'imminente festa dei Pigmei non lasciano molto tempo da dedicare alle cose belle della vita.
A peggiorare le cose, anche la madre di Sprotte che vuole sposare Thorben. Prima che ciò accada però, il padre di Sprotte compare all'improvviso a confonde ulteriormente le emozioni di madre e figlia. 

## Riconoscimenti
- 2007 – Video Champion
  - Nella categoria Family Entertainment per la Limited Edition.
- 2008 – Young Artist Award
  - Candidatura per Michelle von Treuberg
- 2009 – New Faces Award
  - Premiata l'intera trilogia